# Palača Carignano
Palača Carignano (italijansko Palazzo Carignano) je zgodovinska zgradba v središču Torina v Italiji, v kateri so prostori muzeja Risorgimenta. To je bila zasebna rezidenca princev Carignano, po katerih je dobila ime. Zaokrožena fasada se razlikuje od drugih fasad enake strukture. Nahaja se na Via Accademia delle Scienze.
Skupaj z drugimi rezidencami kraljeve družine Savojcev je na seznamu UNESCOVE svetovne dediščine.

## Zgodovina
Gradnjo Palače Carignano je naročil princ Emmanuel Philibert, sin Tomaža Frančiška Savojskega, princa Carignano in njegove francoske žene Marije Bourbonske. Princ je naročil arhitektu Guariniju oblikovati primerno bivališče za svoj dom in kadetsko hišo vladajoče družine Savojcev.
Guarini je oblikovali strukturo v obliki kvadrata, z ravno in zadržano vzhodno fasado in eliptično fasado na zahodu. Guarini je dodal tudi dvorišče v središču palače. Gradnja se je začela leta 1679, ko je bil princ star 51 let.
Notranjost je vedno opisana kot bogata in ima odlične freske in štukature. 
Med freskami so nekatere delo Stefano Legnanija, in se imenuje il Legnanino. Glavno stopnišče je okrašeno z doprsnimi kipi, ki jih je izdela Pietro Somazzi.

## Arhitektura
Na kvadratnem tlorisu je Guarini oblikoval obsežen objekt na zunaj iz opeke. Osrednji del baročne zahodne fasade je še danes izredno oblikovan, z valovitim konkavno-konveksno-konkavnim ritmom, ki temelji na Borominijevi rimski cerkvi San Carlo alle Quattro Fontane. Okras nad okni v piano nobile spominja na perjaice in je aluzija na uspešno akcijo Carignan-Salières polka proti Irokezom v Novi Franciji leta 1667. Zadaj je eliptično oblikovan stolp. Glavna stavba obdaja veliko dvorišče. Nekdanja vrtna fasada je bila zasnovana precej navadno.
Zaradi selitve parlamenta od leta 1871 dalje je bila potrebna preureditev. Še posebej nekdanja vrtna fasada in po rušenju številnih vrtnih zidov, je bila vzhodna fasada prenovljena. Dobila je eklektični videz s stebri in pilastri iz belega kamna in rdeče štukature. Nekdanji vrt palače Carignano so prenovili v trg Piazza Carlo Alberto, ki je postal eden izmed glavnih trgov v zgodovinskem središču Torina. Nekdanji hlevi na vzhodni strani kvadratne hiše v Torinu so danes Narodna knjižnica.

## Zanimivosti
Palača je med drugim rojstni kraj sardinskega kralja Viktorja Emanuela II. Na to spominja friz na pedimentu osrednje osi glavne fasade z napisom QVI NACQVE EMANVELE VICTOR II (»Tukaj je bil rojen Viktor Emanuel II.«) , ki ga je zasnoval Carlo Ceppi. Slogovno sodi v leto 1884, vendar se vklaplja v preostalo baročno fasado. V isti palači je leta 1861 kralj proglasil nastanek Kraljevine Italije.
Leta 1749 se je tukaj rodila princesa Marija Luiza Savoia-Carignano, princesa Lamballe po poroki s princem Lamballe. Bila je zaupnica  Marije Antoanete in si je veliko prizadevala za rešitev nesrečne kraljice iz revolucionarnega zapora, a zaman. Revolucionarji so jo mučili in kruto ubili še pred kraljičino usmrtitvijo. Bilo ji je 23 let.
Od leta 1848 do 1861 je bila palača sedež predalpskega parlamenta in nato, v obširni depandansi, parlamenta Kraljevine Italije do leta 1865, ko se je zbornica preselila v Firence.